# 恐怖人形
『恐怖人形』（きょうふにんぎょう）は、2019年の日本のサイコサスペンス映画。アイドルグループ・日向坂46の小坂菜緒の映画初出演・初主演作。共演に萩原利久。監督は宮岡太郎。

## 概要
突如現れた日本人形が巨大化し、次々と人を襲い、激しい殺戮で血祭りにあげていくオカルト・サイコサスペンスムービー。『13日の金曜日』や『悪魔のいけにえ』のような1980年代のアメリカンホラーのテイストに、ジャパニーズホラーを融合した作品となっている。
日向坂46の小坂菜緒が映画初出演で主演を務め、実年齢よりも年上である女子大生役を演じる。ほか、劇団4ドル50セントの福島雪菜も本作が映画初出演である。また、準主役である萩原利久が本格的なホラー作品に出演するのは本作が初。
主題歌にはThinking Dogsの8thシングル「SPIRAL」を起用。その縁から、「SPIRAL」のMVにも本作主演の小坂菜緒が出演している。

## ストーリー
女子大生の平井由梨（小坂菜緒）は幼馴染の中川真人（萩原利久）と趣味のカメラで日常風景を撮影する楽しい日々を送っていた。
ある日、差出人不明のパーティーの案内状が2人のもとに届き、参加者には10万円贈呈と書かれていた。怪しむ由梨だったが、奨学金返済の足しになると真人は参加を決め、由梨も真人が心配だからと参加することとなる。
集合場所に到着すると同世代の男女5人と中年の男性（萩原聖人）がいた。パーティー会場となるキャンプ場へと向かった8人はそこで約束通り10万円を渡される。
パーティーが始まる24時まで全員でくつろいでいると、不意に彼らは自分たちが10年前、そのキャンプ場でサマーキャンプで集まっていた8人だったことを思い出す。その思い出に浸っていたのもつかの間、突如として謎の日本人形が現れる。その人形の体が大きくなったとき、決して引き返すことの出来ないパーティーが始まる。

## キャスト
平井由梨
演 - 小坂菜緒（日向坂46）
カメラが趣味の女子。ある日自宅にパーティーの招待状が届く。
中川真人
演 - 萩原利久
奨学金の返済に悩んでいる男子。由梨とは恋人未満友達以上。パーティー招待者。
涼太
演 - 黒羽麻璃央
長髪で軽薄な性格の招待者。由梨に告白する。喫煙者。剣道初段。
美咲
演 - 水上京香
クールな印象の招待者。過去にある人物と親しかった。喫煙者。
徹
演 - 近藤雄介
トイレが近い招待者。喫煙者。
まどか
演 - 石川瑠華
控え目で地味な印象の招待者。海外留学費のため参加した。
玲奈
演 - 福島雪菜（劇団4ドル50セント）
茶髪で派手な外見の招待者。SNS中毒。
麻生美智子
演 - 黒沢あすか
キャンプ場の管理人。パーティー会場の招待者。
和田教授
演 - 粟根まこと
怪しい風貌の老男性。呪いの研究者。
北沢
演 - 萩原聖人
招待者では唯一の中年男性。アルコール依存症。

## スタッフ
※出典
- 監督・原案・編集：宮岡太郎
- 脚本：奥山雄太（ろりえ）、青山悠希
- エグゼクティブプロデューサー：今野義雄、中西研二、龍原正
- プロデューサー：茂木徹、本郷達也、平野貴之
- 撮影：布川潤一
- 照明：長谷川誠
- 録音：下代宗太郎
- VFX：福井直人
- 音楽：兼松衆
- 選曲：谷川義春
- 主題歌：Thinking Dogs「SPIRAL」（ソニー・ミュージックレーベルズ）

- 美術：小滝美有
- 衣裳：川本誠子
- ヘアメイク：板垣美和
- 特殊造型：梅沢壮一
- アクションクリエーター：KASHIRA.D
- 助監督：中村剛
- 製作担当：山口達也
- 製作：映画「恐怖人形」製作委員会
  - 製作パートナー：LINE
- 制作：MMJ
- 配給宣伝：キグー
  - 配給協力：イオンエンターテイメント